# Baoding
Baoding (kinesisk: 保定; pinyin: Bǎodìng; Wade-Giles: Pǎo-tìng), tidligere Qingyuan, er en kinesisk by på præfekturniveau i provinsen Hebei. Præfekturet har et areal på 22.159 km2, og en befolkning der anslås til 10,7 millioner mennesker (2004). 
Baoding ligger ved floden Fu og har en flodhavn. Byen ligger i et landbrugsområde og har levnedsmiddelindustri og anden letindustri. Frem til 1958 var Baoding hovedstad i provinsen Hebei. 

## Økonomi
En af byens største arbejdsgivere er China Lucky Film, Kinas største producent af fotosensitive materialer og magnetisk optageudstyr. Byen er til en vis grad blevet internationalt kendt for sin miljøindustri, det vil sige selskabet Yingli Green Energy som producerer solceller og solarmoduler af silicium.

## Historie
Arkæologiske fund viser at der har været fast bosætning i området siden anden del af Shang-dynastiet (Yin-tiden). På den tid havde floden Huang He et nordligere løb og løb ud i Bohaibugten ved Baoding. Men denne og andre floder har bragt så meget jord og slam med sig at kystlinjen har flyttet sig langt mod øst så Baoding ligger langt fra havet.
Baoding som by har en historie som går tilbage til Han-dynastiet. Den blev ødelagt af mongolerne i 1200-tallet, men efter at mongolerne oprettede sit Yuan-dynasti blev den genopbygget. Navnet Baoding stammer fra dette dynastis tid — det kan tolkes omtrent som «hovedstadens værn»; Yuan-dynastiets hovedstad var Khanbalik, dvs. Beijing. 
I mange år var Baoding hovedstad for provinsen Zhili, og var et vigtigt kulturelt centrum under Ming-dynastiet og under det tidlige Qing-dynasti. Den fortsatte som provinshovedstad også efter at provinsen fik det nye navn Hebei. Under anden verdenskrig havde de japanske okkupationsstyrker et af sine vigtigere hovedkvarterer i byen. 
I 1958 overtog Tianjin (indtil da by på provinsniveau) som positionen som Hebeis provinshovedstad. Da Tianjin fik sin status som selvstændig byprovins tilbage i 1966, blev Baoding igen provinshovedstad. Men allerede i 1970 blev den hurtigt voksende storby Shijiazhuang provinshovedstad i stedet.

## Folk og kultur
De fleste af indbyggerne i bypræfekturet er hankinesere. Der tales en dialekt af mandarin, kaldt baodingdialekten, som igen indordnes som en variant af Ji-Lu-mandarin. Til trods for Baodings nærhed til Beijing ligger dialekten ikke så nær beijingdialekten, men er mere beslægtet med tianjindialekten.
Denne del af provinsen Hebei har mange kinesiske katolikker, og der er et stort antal så godt som helt katolske småbyer og landsbyer i området. Mange af de katolske religiøse ledere har været udsat for arrestation og fængsling.

## Administration
Bypræfekturet Baoding har jurisdiktion over 3 distrikter (区 qū), 4 byamter (市 shì) og 18 amter (县 xiàn).
| Kort              | Kort       | Kort     | Kort           | Kort                   | Kort        | Kort           |
| ----------------- | ---------- | -------- | -------------- | ---------------------- | ----------- | -------------- |
| Kort over Baoding |            |          |                |                        |             |                |
| #                 | Navn       | Hanzi    | Pinyin         | Befolkning (2004 est.) | Areal (km²) | Tetthet (/km²) |
| Distrikter        |            |          |                |                        |             |                |
| 1                 | Xinshi     | 新市区   | Xīnshì Qū      | 440 000                | 75          | 5 867          |
| 2                 | Beishi     | 北市区   | Běishì Qū      | 290 000                | 19          | 15 263         |
| 3                 | Nanshi     | 南市区   | Nánshì Qū      | 270 000                | 43          | 6 279          |
| Byamter           |            |          |                |                        |             |                |
| 4                 | Dingzhou   | 定州市   | Dìngzhōu Shì   | 1 140 000              | 1 274       | 895            |
| 5                 | Zhuozhou   | 涿州市   | Zhuōzhōu Shì   | 590 000                | 742         | 795            |
| 6                 | Anguo      | 安国市   | Ānguó Shì      | 400 000                | 486         | 823            |
| 7                 | Gaobeidian | 高碑店市 | Gāobēidiàn Shì | 570 000                | 672         | 848            |
| Amter             |            |          |                |                        |             |                |
| 8                 | Mancheng   | 满城县   | Mǎnchéng Xiàn  | 390 000                | 734         | 531            |
| 9                 | Qingyuan   | 清苑县   | Qīngyuàn Xiàn  | 620 000                | 953         | 651            |
| 10                | Yi         | 易县     | Yì Xiàn        | 550 000                | 2 538       | 217            |
| 11                | Xushui     | 徐水县   | Xúshuǐ Xiàn    | 560 000                | 736         | 761            |
| 12                | Laiyuan    | 涞源县   | Láiyuán Xiàn   | 260 000                | 2 430       | 107            |
| 13                | Dingxing   | 定兴县   | Dìngxīng Xiàn  | 560 000                | 714         | 784            |
| 14                | Shunping   | 顺平县   | Shùnpíng Xiàn  | 300 000                | 714         | 420            |
| 15                | Tang       | 唐县     | Táng Xiàn      | 540 000                | 1 417       | 381            |
| 16                | Wangdu     | 望都县   | Wàngdū Xiàn    | 260 000                | 357         | 728            |
| 17                | Laishui    | 涞水县   | Láishuǐ Xiàn   | 340 000                | 1 666       | 204            |
| 18                | Gaoyang    | 高阳县   | Gāoyáng Xiàn   | 310 000                | 497         | 624            |
| 19                | Anxin      | 安新县   | Ānxīn Xiàn     | 410 000                | 724         | 566            |
| 20                | Xiong      | 雄县     | Xióng Xiàn     | 340 000                | 513         | 663            |
| 21                | Rongcheng  | 容城县   | Róngchéng Xiàn | 250 000                | 311         | 804            |
| 22                | Quyang     | 曲阳县   | Qūyáng Xiàn    | 550 000                | 1 064       | 517            |
| 23                | Fuping     | 阜平县   | Fùpíng Xiàn    | 210 000                | 2 497       | 84             |
| 24                | Boye       | 博野县   | Bóyě Xiàn      | 250 000                | 331         | 755            |
| 25                | Li         | 蠡县     | Lǐ Xiàn        | 490 000                | 652         | 752            |

## Trafik

### Jernbane
Jingguangbanen, som er toglinjen mellem Beijing i nord og Guangzhou i syd, har stoppested her. Denne stærkt trafikerede jernbanelinjen passerer blandt andet også Shijiazhuang, Anyang, Zhengzhou, Wuhan, Changsha og Shaoguan. 

### Vej
Kinas rigsvej 107 fører gennem området. Den løber fra Beijing til Shenzhen (ved Hongkong, og er på sin vej omkring provinshovedstæderne Shijiazhuang, Zhengzhou, Wuhan, Changsha og Guangzhou.